# 康定风毛菊
康定风毛菊（学名：Saussurea ceterach）为菊科风毛菊属的植物，是中国的特有植物。分布于中国大陆的西藏、四川等地，生长于海拔3,800米至4,500米的地区，多生在山坡灌丛草地，目前尚未由人工引种栽培。